# Dent Oliver
Dent Oliver, właśc. John Walter Denton Oliver (ur. 13 kwietnia 1920 w Crook, zm. 15 grudnia 1973) – brytyjski żużlowiec.

## Życiorys
Trzykrotny uczestnik finałów światowych indywidualnych mistrzostw świata (Londyn 1949 – XVI miejsce, Londyn 1950 – XI miejsce, Londyn 1953 – jako rezerwowy).
Startował w lidze brytyjskiej, w barwach klubów z Belle Vue (1946–1950, 1952, 1965), Bradford (1951–1954, 1956) i Sheffield (1963, 1964).